# Effet de noria
L’effet de noria désigne, en matière de gestion des ressources humaines, la mesure de l’économie obtenue par une entreprise lors du remplacement de salariés âgés par des salariés plus jeunes, à effectif constant.
Le nom provient de la noria, une machine hydraulique permettant de puiser de l'eau en utilisant des godets sur une roue sans fin.

## Définition
L'effet de noria est une mesure du taux de variation de la masse salariale.
La variation correspond à la différence entre les sommes des salaires des salariés entrants (moins payés) et des salariés sortants (mieux payés grâce à leur ancienneté). Rapporté à la masse salariale, il fournit le pourcentage d’économie attendu pour l’année suivante.
L’effet de noria ne tient pas compte des différences d’expérience ni de productivité entre les salariés entrants et sortants. Les frais ponctuels (indemnités de licenciement, …) ne sont pas non plus considérés, seuls les frais récurrents de salaire entrent en ligne de compte.

## Calcul
Le taux d'effet de noria est donné par la formule suivante :
{\displaystyle {\text{Effet de noria}}={\frac {{\text{salaire des entrants }}-{\text{ salaire des sortants}}}{\text{Masse salariale}}}}